# Poviglio
Poviglio là một đô thị ở tỉnh Reggio Emilia trong vùng Emilia-Romagna, có vị trí cách khoảng 70 km về phía tây bắc của Bologna và khoảng 15 km về phía tây bắc của Reggio Emilia. Tại thời điểm 31 tháng 12 năm 2004, đô thị này có dân số 6.803 và diện tích 43.7 km².
Đô thị Poviglio có các frazioni (các đơn vị cấp dưới, chủ yếu là các làng) Case Molinara, Case Motta, Case San Francesco, Case Via Piccola, Fodico, Godezza, Gruara, La Maestà, Oratorio Zamboni, Pontazzo, and San Sisto.
Poviglio giáp các đô thị: Boretto, Brescello, Castelnovo di Sotto, Gattatico.